# Кастро, Луис Мануэль
Луис Мануэль Кастро Касерес (исп. Luis Manuel Castro Cáceres; родился 27 сентября 1995 года, Монтевидео, Уругвай) — уругвайский футболист, полузащитник клуба «Хуарес».

## Клубная карьера
Кастро — начал профессиональную карьеру в клубе «Монтевидео Уондерерс». 6 декабря 2014 года в матче против «Суд Америка» он дебютировал в уругвайской Примере. 24 сентября 2016 года в поединке против столичного «Насьоналя» Мануэль забил свой первый гол за «Монтевидео Уондерерс». В начале 2019 года Кастро перешёл в аргентинский «Эстудиантес», подписав контракт на 3 года. 29 января в матче против «Велес Сарсфилд» он дебютировал в аргентинской Примере. 18 февраля в поединке против «Архентинос Хуниорс» Мануэль забил свой первый гол за «Эстудиантес».
12 февраля 2020 года Кастро был арендован клубом MLS «Атланта Юнайтед» сроком до конца июня с опцией продления до конца календарного года. За американский клуб он дебютировал 11 марта в первом матче четвертьфинала Лиги чемпионов КОНКАКАФ 2020 против мексиканской «Америки». 29 июня «Атланта Юнайтед» продлила аренду Кастро до конца года. По окончании сезона 2020 «Атланта Юнайтед» не стала выкупать Кастро.